# Liste de villes des Samoa
Voici une liste des villages et villes des Samoa.

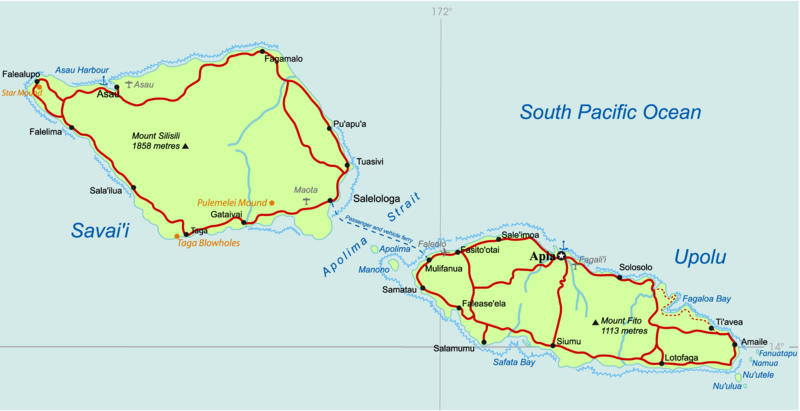
Carte des Samoa

## Villes principales
- Apia, capitale des Samoa situé sur Upolu.
- Salelologa, ville principale & terminus de ferry sur Savai'i.

## Villages
- Afega
- Alafua
- Alamagoto
- Aleipata
- Amaile
- Aopo
- Apai
- Apolima Tai
- Apolima Uta
- Asaga
- Asau
- Auala
- A'ufaga
- Aele
- Elisefou
- Faiaai
- Faatoia
- Faga
- Fagali'i
- Fagaloa
- Fagamalo
- Falealili
- Falealupo
- Faleapuna
- Faleasi'u
- Faleatiu
- Falefa
- Falelatai
- Falelima
- Faleolo
- Faleseela
- faleaitu
- Faletagaloa
- Faleu
- Falevao
- Faleapuna
- Fasito'otai
- Fasito'iuta
- Fatausi
- Foailuga
- Foailalo
- Fogapoa
- Fogatuli
- Fuailoloo
- Fusi
- Gataivai
- Iva
- Lalomauga
- Lago
- Lalomalava
- Lalomanu
- Lalovaea
- Laulii
- Leauva'a
- Lefaga
- Lefagoalii
- Lepa (Samoa)
- Letava
- Letogo
- Leiifiifi
- Leufisa
- Leulumoega
- Leulumoega Fou
- Lotofaga
- Luatuanu'u
- Lufilufi
- Magiagi
- Malie
- Malifa
- Malua
- Manase
- Manono
- Manunu
- Matafaa
- Matatufu
- Matautu
- Matautu, Falealili
- Matautu, Lefaga
- Matautu-tai
- Matautu-uta
- Moata'a
- Moamoa
- Motootua
- Mulinu'u
- Musumusu
- Mutiatele
- Neiafu
- Nofoali'i
- Palauli
- Patamea
- Poutasi
- Puapua
- Pesega
- Saaga
- Saasaai
- Saipipi
- Safotu
- Safotulafai
- Safune
- Sagone
- Salailua
- Salamumu
- Salani
- Saleamua
- Saleaula
- Saleilua
- Saleimoa
- Salelologa
- Salua
- Samamea
- Samatau
- Samusu
- Saoluafata
- Sapapali'i
- Sapunaoa
- Sapo'e
- Satalo
- Sataoa
- Satapuala
- Sataua
- Sato'alepai
- Satupa'itea
- Satuimalufilufi
- Sauniatu
- Savalalo
- Savaia
- Siuniu
- Siumu
- Sinamoga
- Sogi
- Solosolo
- Tafatafa
- Tafua
- Tafaigata
- Tafitoala
- Tafuna
- Taga
- Tanugamanono
- Tapueleele
- Tuana'i
- Tufulele
- Uafato
- Utualii
- utulaelae
- Vaiala
- Vaigaga
- Vailima
- Vailoa
- Vailu'utai
- Vaimoso
- Vaisala
- Vaisigano
- Vaiee
- Vaito'omuli
- Vaitele
- Vaiusu
- Vaivase Tai
- Vaivase Uta
- Vavau
- Vailele
- Vaipu'a
- Vaipuna
- Vaoala
- Ulutogia
- Utuali'i
- Vaitogi
- Aasufou
- Nua ma Se'etaga
- Toamua
- Puipaa
- Sagapu
- Fagagasi
- Salu
- Saina
- Tia'vea
- Saleapaga